# Marcus Rashford
Marcus Rashford, MBE (Manchester, 1997. október 31. –) angol válogatott labdarúgó, a Manchester United játékosa, de kölcsönben az FC Barcelona színeiben szerepel.
Rashford hét éves kora óta a Manchester Unitedet erősíti. A felnőtt csapatban az Európa-liga-, és Premier League-debütálásán is duplázott. Gólt szerzett az első manchesteri rangadóján, illetve a Ligakupa-, és az UEFA-bajnokok ligája-bemutatkozásán is. A United színeiben eddig az FA-Kupát és a ligakupát kétszer, míg az Európa-ligát és az angol-szuperkupát egyszer-egyszer nyerte meg. Egyike annak a 22 játékosnak a csapat történetében, aki legalább 100 gólt tudott szerezni a Vörös Ördögök színeiben.
2016 májusában gólt szerzett az angol válogatottban a bemutatkozó mérkőzésén, amivel a legfiatalabb játékos lett, aki betalált első szereplése során. Legfiatalabb játékosként játszott a 2016-os Európa-bajnokságon, illetve a 2018-as világbajnokságon is. A 2022-es világbajnokságon az angol válogatott legsikeresebb gólszerzője volt, háromszor talált be.
A pályán kívül is aktív, gyakran felszólal a rasszizmus ellen, illetve nagy szerepe van a gyermekéhezés és hajléktalanság elleni küzdelemben az Egyesült Királyságban. Méltatták, hogy platformját politikai aktivizmusra és jótékony célokra használta. Akse művész egy falfestményt is készített a labdarúgóról Manchesterben.

## Fiatalkora
Marcus Rashford 1997. október 31-én, Manchesterben született, majd a Fallowfield, Withington és Wythenshawe kerületekben nőtt fel. Nagyszülei Saint Kitts és Nevis-ről érkeztek Angliába. Munkásosztálybeli családból származik, anyja Melanie Maynard, aki egyedül nevelte fel a gyerekeket, egyszerre több helyen dolgozva. Esetekben nem is evett, hogy a gyerekeinek mindig jusson étel. Négy testvére van: Dwaine és Dane Rashford, akik most a játékos ügynökeiként dolgoznak, illetve Chantelle és Claire. Unokatestvére, Lois Maynard az Oldham Athleticet erősíti.
Egész életében a Manchester United rajongója volt, a családja megosztott volt a United és a helyi rivális Manchester City között. Az Ashton-on-Mersey Iskolába járt a Carrington edzőközpont közelében, ahova a Manchester United 1998 óta küldi összes utánpótlás játékosát. A Vállalkozási és Technológiai sportdiploma megszerzésére tanult.
Fiatal korában példaképe a brazil Ronaldo volt. Az első mérkőzésen, amelyet az Old Traffordon látott, a csatár egy mesterhármast lőtt egy Bajnokok Ligája-negyeddöntőben. Illetve kiemelte még, hogy egy másik példaképe Cristiano Ronaldo, aki a manchesteri együttes felnőtt csapatát erősítette, amikor Rashford az akadémián volt: „Nincsen nála nagyobb inspiráció a futballban” – mondta az angol támadó.

## Pályafutása

### Utánpótlás csapatokban
Öt évesen kezdett el futballozni, a Fletcher Moss Rangersben, kapusként, példaképe az amerikai Tim Howard, a Manchester United hálóvédője volt. Dave Horrocks, a Fletcher Moss Rangers utánpótlás-fejlesztési igazgatója azt mondta, hogy Rashford „teljesen más szinten” volt a többi játékoshoz képest, azt követően, hogy vezetésével megnyert egy tornát a csapat, 15 felderítő előtt.
Egy hetet töltött a Manchester City akadémiáján, majd hét évesen csatlakozott a Manchester United akadémiájához, a Liverpool és az Everton helyett. Elmondása szerint testvérei segítettek neki a United mellett dönteni. Paul McGuinness utánpótlásedző azonnal látta, milyen tehetséges, főként atletikussága miatt, a labdával és anélkül. Első éveiben gyakran ki kellett hagynia edzéseket, mert anyja és testvérei is folyamatosan dolgoztak és nem tudták elvinni az edzőközpontba, így később gyakran segített neki ezzel Dave Bushell, Eamon Mulvey és Tony Whelan, sofőröket találva a fiatal játékosnak, hogy eljuthasson Carringtonba. Mikor 11 éves lett, ő volt a legfiatalabb játékos, akit beválasztottak a Manchester United Iskolás Ösztöndíjasok programba, amelyben általában csak 12 év felett vehettek részt a csapat tehetségei. 12 évesen ketrecfocizni kezdett olyan játékosokkal, mint a 16 éves Paul Pogba és Ravel Morrison, illetve a 17 éves Jesse Lingard, hogy fejlessze technikai készségeit.
2012-ben tagja volt annak az U15-ös Manchester United-csapatnak, amely második lett a 23. Marveld-tornán. 2014-ben a The Guardian a 2014-es Next Generation listán a Manchester United legjobb tehetségének választotta, azt írva, hogy „stílusa megadja neki az esélyt, hogy az egyik legjobb legyen.” Rashford 16 évesen edzett először együtt a United felnőtt csapatával, David Moyes irányítása alatt, a 2013–2014-es szezonban, amiről a játékos azt mondta, hogy „megbecsülhetetlen” értékű volt a tapasztalat, amit más utánpótlás játékosokkal együtt szereztek ezeken az edzéseken. Ezt követően szinte folyamatosan a felnőttekkel edzett, és az edzők szerint a legjobban teljesítő játékosok között volt.
2015-ben a United U19-es edzője, Nicky Butt méltatta Rashford teljesítményeit az UEFA Ifjúsági Liga csoportmérkőzésein. Demetri Mitchell sérülése után kapott lehetőséget a keretben. Az akkor U18-as válogatott Rashford hat gólt szerzett 11 mérkőzésen az U18-as Premier League-ben és három gólt az Ifjúsági Ligában. Butt azt mondta róla, hogy egy született vezér és kinevezte a csapat kapitányának. November 21-én Louis van Gaal a cserepadra nevezte a Watford elleni bajnokin, amit a Manchester United 2–1-re megnyert. A 39-es mezszámot kapta, mivel van Gaal ragaszkodott hozzá, hogy csatárjainak számában szerepeljen a kilences. A következő héten a Leicester City ellen ismét a padon kapott helyet, de megint nem lépett pályára az 1–1 végeredményű mérkőzésen. 2016 februárjában kölcsön akarta venni a harmadosztályú Crewe Alexandra, de Warren Joyce utánpótlás-menedzser elutasította az ajánlatot. Sean Goss, a játékos korábbi csapattársa azt mesélte Rashfordról, hogy mennyire jól teljesített az edzéseken, annak ellenére, hogy az egyik legfiatalabb játékos volt a keretben.

### 2015–2016: A debütáló szezonja
2016. február 26-án mutatkozott be Louis van Gaal alatt a Manchester United felnőtt csapatában, a dán Midtjylland ellen, az Európa-ligában, miután Anthony Martial megsérült bemelegítés közben. Az 5-1-es győzelem során két gólt szerzett. Ezekkel a gólokkal ő lett a legfiatalabb Manchester United-játékos, aki gólt szerzett európai kupasorozatban, George Best rekordját megdöntve (később ezt Mason Greenwood megdöntötte a 2019–2020-as szezonban). 2016. február 28-án előbb lábbal, majd fejjel szerzett gólt az Arsenal ellen, illetve egy gólpasszt is adott. Ezzel a legfiatalabb Manchester United-játékos lett, aki gólt szerzett élete első kezdőként letudott Premier League-mérkőzésén, illetve a harmadik legfiatalabb United-gólszerző, Federico Macheda és Danny Welbeck után.
2016. március 20-án gólt lőtt a Manchester City elleni bajnokin, amivel ő lett a manchesteri városi derbik legfiatalabb gólszerzője 18 évesen, és 141 naposan, megelőzve Wayne Rooney-t, majdnem egy teljes évvel. Később ebben a szezonban az ő vezetésével nyerte meg a Manchester United az FA kupát, ami az angol támadó első kupagyőzelme lett. Az évad végén elnyerte a Jimmy Murphy-díjat, amit a Manchester United legjobb fiatal játékosa kap meg minden évben. Az idény végén új, négyéves szerződést kötött a klubbal.

### 2016–2017: Európai sikerek

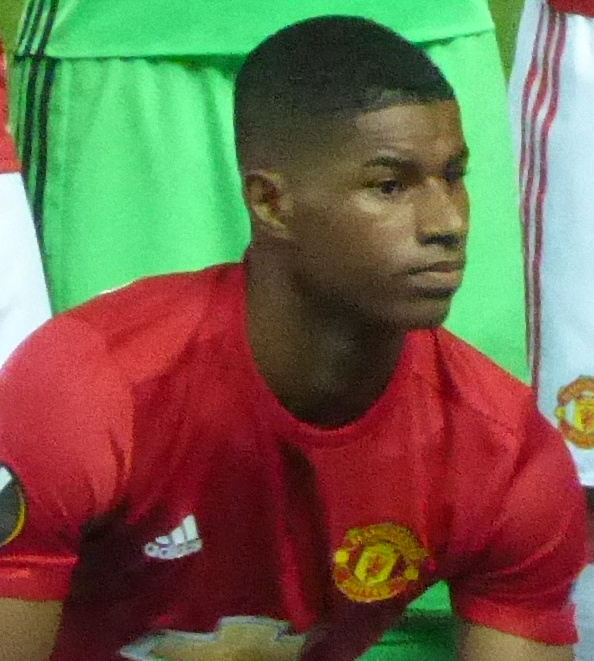
Rashford 2016 szeptemberében

Rashford ebben a szezonban a 19-es mezt viselte az új menedzser, José Mourinho alatt. Zlatan Ibrahimović érkezése miatt a játékosnak gyakran meg kellett elégednie a cserepadon való szerepléssel, annak ellenére, hogy a svéd csatár Anglia jövőjének nevezte.
A szezonnyitó mérkőzésen a Manchester United legyőzte a Chelsea-t, ezzel megnyerve az angol labdarúgó-szuperkupát. Rashford első gólját a szezonban a Hull City ellen lőtte, augusztus 27-én, a hosszabbítás második percében, miután Juan Mata cseréjeként a 71. percben lépett pályára. A következő hónapban háromszor talált be: szeptember 18-án a Watford ellen, szeptember 21-én a Northampton Town ellen és három nappal később a Leicester City ellen. Az év végén második helyet érte el a Golden Boy-szavazáson (Renato Sanches mögött), amelyik díjat a világ legjobb fiatal játékosának adnak át minden évben. Következő gólja januárban érkezett, mikor négy perc alatt duplázott a Reading elleni FA-Kupa-mérkőzésen.
2017 februárjában megnyerte a harmadik trófeáját a csapattal, miután a Manchester United 3–1-re legyőzte a Southamptont. Fontos szerepet játszott a Chelsea elleni bajnoki győzelemben április 16-án, 7 perc elteltével megszerezve a mérkőzés első gólját, Ander Herrera gólpassza után. Négy nappal később ismét fontos gólt szerzett, a 107. percben az Anderlecht elleni Európa-liga-elődöntőben. A szezon végén Zlatan Ibrahimović sérülése miatt kezdőként játszott az Európa-liga döntőjében, amit a Manchester United megnyert az Ajax legyőzésével. Ezzel Rashford trófeáinak száma négyre emelkedett. Ő játszotta ebben a szezonban a legtöbb mérkőzést a manchesteri csapatban, 53 szereplésével, de főleg a szélen játszott, nem középcsatárként.

### 2017–2018-as szezon: Golden Boy-pódium

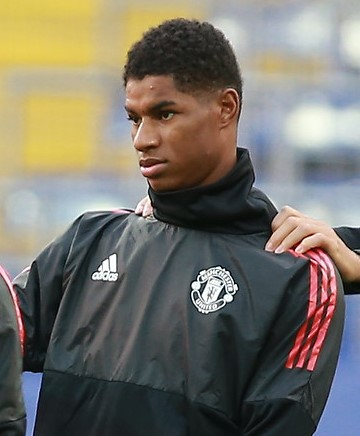
Rashford bemelegít 2017-ben, a United színeiben

Az UEFA-szuperkupában debütált ebben a szezonban a Real Madrid ellen, a 46. percben állt be csereként. Kezdőként játszott a West Ham United elleni bajnokin, gólpasszt adva Romelu Lukakunak. Szezonja első gólját augusztus 26-án rúgta a Leicester City ellen, három perccel azt követően, hogy becserélték. Szeptember 12-én szintén betalált az első Bajnokok ligája-mérkőzésén a Basel ellen. Ezzel a góljával az UEFA-bajnokok ligája lett a hatodik különböző sorozat, amiben a bemutatkozó mérkőzésén gólt szerzett. Szeptember 20-án duplázott a Burton Albion ellen, a ligakupa harmadik fordulójában és gólpasszt adott a negyedik gólhoz.
Ezen év októberében harmadik helyen végzett a Golden Boy-szavazáson Kylian Mbappé és Ousmane Dembélé mögött. Október 28-ig 16 mérkőzésen 12 gólban működött közre, 7 góllal és 5 gólpasszal. Október 21-én betalált a Huddersfield Town ellen, majd három nappal később gólpasszt adott a Swansea City ellen. December 6-án a mérkőzés emberének választották a CSZKA Moszkva elleni Bajnokok ligája mérkőzésen, amivel a United tovább jutott a kieséses szakaszba. Januárban a csapat leszerződtette Alexis Sánchezt, aki ugyanazon a poszton játszott, mint Rashford, így az utóbbi jövője kérdéses volt a kezdőcsapatban.
2018. március 10-én két gólt szerzett a Liverpool elleni 2–1-es győzelem során, ami az első Premier League-mérkőzése volt kezdőként az évben. Három nappal később a United kiesett az UEFA-bajnokok ligájából, miután 2–1-re kikaptak a Sevillától, Rashford egy gólpasszt adott a mérkőzésen. A csapat menedzserét kritizálták, amiért Rashfordot a jobb szélen játszatta, ahol nem tudott annyira kreatív és szabad lenni, mint a pálya másik oldalán. Gólt szerzett a United szezonzáró mérkőzésén a Watford ellen is. Az évad végén Mourinho kijelentette, hogy semmi esélye annak, hogy Rashford elhagyja a klubot kölcsönbe, tekintve, hogy majdnem minden mérkőzésen pályára lépett.

### 2018–2019-es szezon: A United új tízese
Zlatan Ibrahimovic távozása után Marcus Rashford kapta meg a 10-es mezszámot a csapatban, amit korábban olyan United-legendák viselték, mint Teddy Sheringham, Ruud van Nistelrooy, és Wayne Rooney. Rashford lett a harmadik saját nevelésű játékos Mark Hughes és David Beckham után, aki megkapta a számot. Szeptember 2-án tíz perc játék után kiállították a Burnley ellen, miután összeütközött Phil Bardsley-val. Mourinho naivnak nevezte és azt mondta, hogy a kiállítás a játékos tapasztalatlansága miatt történt. Szeptember 11-én a Sky Sports egyik szakértője és Liverpool-legenda, Jamie Carragher azt mondta, hogy ahhoz, hogy a játékos elérje a csúcsot, el kell hagynia a Vörös Ördögöket, mivel egyszer se volt még kezdő a szezonban. José Mourinho azt nyilatkozta, hogy Rashford nagyon szerencsés volt eddig, hiszen a legtöbb csapat nem adna annyi lehetőséget fiatal játékosainak, mint amennyit ő kapott az előző két évadban. Szeptember 29-én kezdett először és aznap lőtte szezonja első gólját, egy West Ham United elleni vereség során. November 3-án ismét betalált, ekkor a Bournemouth ellen, a hosszabbítás második percében.
December 1-én ő adta az összes gólpasszt a Southampton elleni 2–2-es döntetlen során, Romelu Lukakunak és Ander Herrerának. A következő hétvégén ismét két gólpasszt adott, ezúttal Ashley Youngnak és Juan Matának, mielőtt megszerezte volna a negyedik gólt a Fulham ellen. Az angol támadó egyetlen gólját a Bajnokok ligája ezen szezonjában egy Valencia elleni mérkőzésen szerezte, amit a Manchester United 2–1-re elveszített. December 22-én Rashford gólt szerzett csapata első mérkőzésén az új menedzser, Ole Gunnar Solskjær alatt, a Cardiff City elleni 5–1-es győzelem során. 2018 utolsó mérkőzésén gólt és gólpasszt szerzett a Bournemouth ellen, az utóbbit Paul Pogbának adva. Solskjær méltatta a játékost, azt mondva, hogy kiemelkedő labdarúgó és megvan rá a lehetősége, hogy a világ egyik legjobbja legyen. Január 2-án ismét gólpassza és gólja volt, a korábbit egy szabadrúgásból adta, mielőtt megszerezte a második gólt a Newcastle United elleni 2–0-ás győzelem során.
Január 13-án Rashford szerezte csapata egyetlen gólját a Tottenham Hotspur elleni győzelem során a Wembley Stadionban, amivel pályafutása során először sorozatban három bajnokin gólt tudott szerezni, a harmadik legfiatalabb játékosként, csak Rooney és Ronaldo mögött. A következő mérkőzése volt 150. pályára lépése a csapat színeiben, a Brighton & Hove Albion ellen. A találkozón szerzett góljával a legfiatalabb United-játékos lett, aki sorozatban négy bajnokin gólt szerzett, illetve a negyedik legfiatalabb játékos, aki elérte a 150 pályára lépést, Norman Whiteside, George Best és Ryan Giggs mögött. Február 2-án bejelentették, hogy ő lett a Manchester United hónap játékosa, illetve a hónap gólja díjat is elnyerte, utóbbit Tottenham elleni találatával. Egy nappal később századjára lépett pályára a bajnokságban, amit egy góllal ünnepelt a Leicester City elleni győzelem során. Ezzel a második legfiatalabb játékos lett Giggs után, aki elérte a 100 mérkőzést. Kiemelkedő játékának köszönhetően januárba elnyerte a Premier League hónap játékosa díjat is, 2016 óta az első United játékosként.
Március 6-án egy, a PSG ellen 94. percben szerzett büntetővel továbblőtte a Manchester Unitedet a Bajnokok Ligája negyeddöntőjébe. Ez volt az első gólja tizenegyesből. Ezek mellett hozzájárult Romelu Lukaku egyenlítő góljához is, aki Rashford kapusról kipattanó szabadrúgását értékesítette. Március 30-án gólt szerzett a Watford ellen, Ole Gunnar Solskjær menedzser első mérkőzésén, miután szerződése véglegesítve lett.

### 2019–2020-as szezon: Kiemelkedő teljesítmények
2019. július 1-én Rashford új szerződést írt alá a Manchester Uniteddel négy évre. A szezonnyitó mérkőzésen duplázott a Chelsea elleni 4–0-ás győzelem alkalmával. 2019 szeptemberében, miután teljesítményei visszaestek, Solskjær azt nyilatkozta, hogy nem aggódott. Október végén Rashford góljának köszönhetően szakadt meg a Liverpool 17 mérkőzésig tartó győzelmi sorozata. A következő héten gólt és gólpasszt szerzett a Norwich City ellen, majd ismét duplázott a Chelsea ellen, ezúttal a Ligakupában. A Liverpool elleni gólt követően 20 mérkőzésen 16 gólt tudott szerezni, ami addig a játékos pályafutásának legjobb időszaka volt. Ezen sorozatát egy Wolverhampton Wanderers ellen elszenvedett sérülése szakította meg, aminek következtében hónapokat kellett kihagynia. A negyedik legfiatalabb United-játékos lett, aki 200 mérkőzésen pályára lépett a csapatban.
A Covid19-pandémia miatt 2020. március 13-án felfüggesztették a bajnokságot. 2020 májusában Solskjær bejelentette, hogy a Premier League zárt ajtók mögötti újraindulására Rashford egészséges lesz. Július 4-én megszerezte első gólját az újrakezdés után, a Bournemouth elleni 5–2-es győzelem során. Július 16-án megszerezte 17. bajnoki gólját, ezzel ugyanannyi gólt lőve egy évadban, mint az előző kettőben együttvéve. A szezon végén harmadik lett az FWA – A szezon játékosa-díj szavazásán, majd elnyerte a PFA érdemdíjat pályán kívüli tevékenységeinek köszönhetően.

### 2020–2021-es szezon: Sérülések
2020. szeptember 26-án Rashford megszerezte első gólját a szezonban, a Brighton & Hove Albion elleni 3–2-es győzelem alkalmával. 2020. október 20-án ő szerezte a győztes gólt a francia PSG ellen, a Bajnokok ligája csoportkörében. A következő európai mérkőzésén szerezte meg első mesterhármasát a Manchester United színeiben, mikor a csapat 5–0-ás győzelmet aratott az RB Leipzig felett. Ez a második mesterhármas volt a United történetében, amit egy cserejátékos szerzett. Az elsőt a csapat menedzsere, Ole Gunnar Solskjær szerezte 1999-ben. Illetve az első Robin van Persie 2014-es mesterhármasa óta. Válla megsérült az Everton elleni 3–1-es győzelem során és ugyan folytatta a játékot, a következő hónapban csak egy mérkőzést játszott végig. December 26-án ő lett a harmadik legfiatalabb Manchester United-játékos, aki 50 gólt szerzett az angol bajnokságban.
2021. január 12-én ő adta a gólpasszt Paul Pogba találatához, aminek köszönhetően a United először jutott a tabella élére a 2012–2013-as szezon óta. Február 2-án ő szerezte a második gólt a Vörös Ördögök Premier League-rekordnak számító 9–0-ás győzelme során, a Southampton ellen. A West Ham elleni 1–0-ás győzelem volt Rashford 250. United-mérkőzése, amivel a negyedik legfiatalabb lett, aki ezt elérte. Az ESPN áprilisban lehozott cikke szerint Rashford két éve nem játszott végig egy mérkőzést fájdalom nélkül, váll, hát és lábsérülések miatt. A 2020-as Európa-bajnokság után megegyezett a United orvosaival és szakértőivel, hogy megműtik. Ennek következtében ki kellett hagynia a következő szezon első hónapjait, októberig.

### 2021–2022-es szezon: Rosszabb teljesítmények

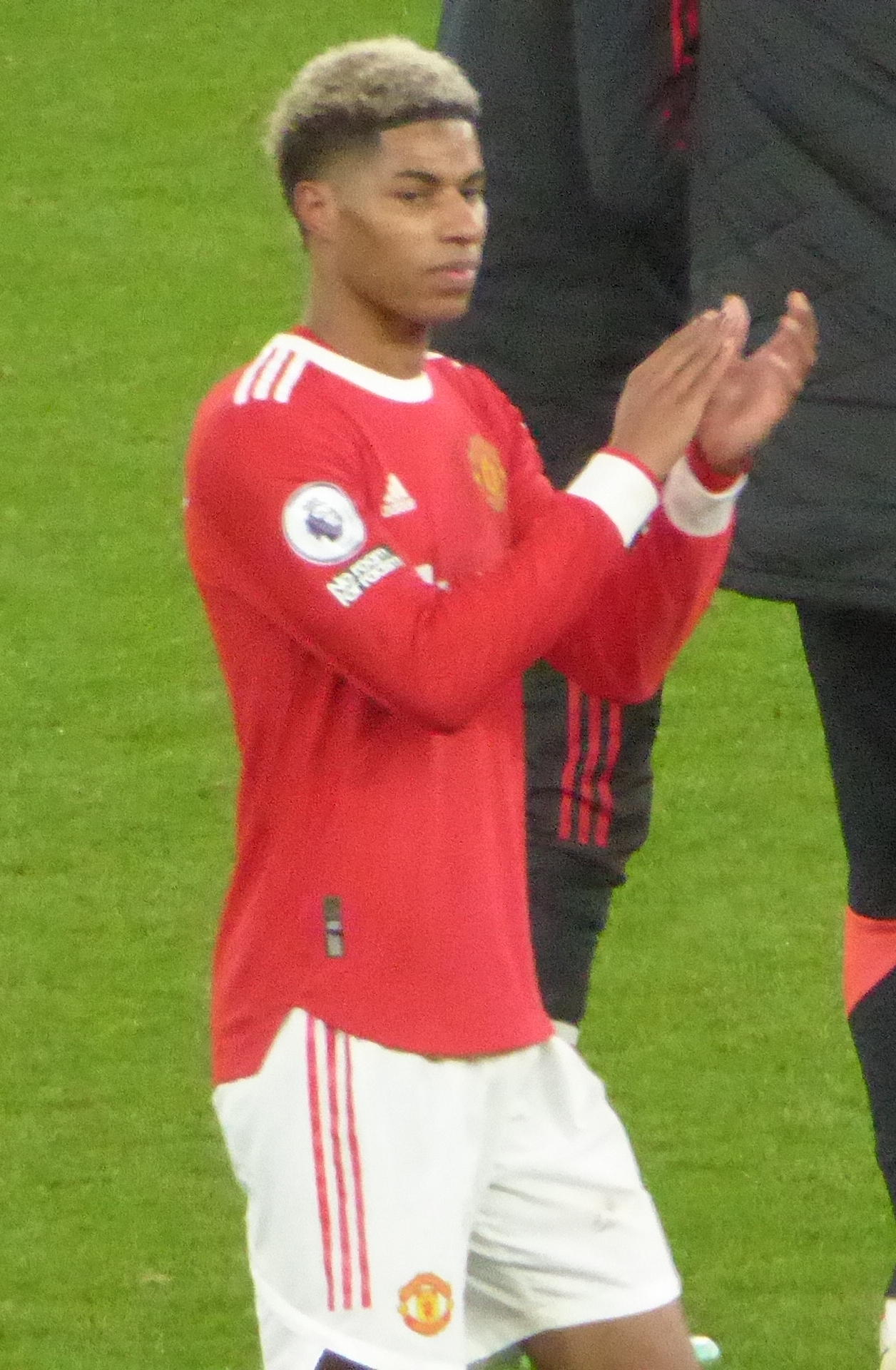
2022-ben egy mérkőzés után

Rashford október 11-én kezdett el újra edzeni, majd a Leicester elleni 4–2 arányú vereség alkalmával tért vissza a csapatba, amelyik mérkőzésen gólt is szerzett.
2022. január 22-én a West Ham United elleni 1–0-ás győzelem során a 63. percben jött be Anthony Elanga cseréjeként és fél órával később, a 93. percben nyerte meg csapatának a mérkőzést. Ezzel ő lett a Premier League történetének legsikeresebb játékosa a 90 perc letelte után, hiszen ez volt negyedik győztes gólja a hosszabbításban. A mérkőzést követően Ralf Rangnick Anglia egyik legjobb csatárának nevezte, rossz formája ellenére.

### 2022–2023-as szezon: Európa egyik legjobb támadója
Első találatát a szezonban 2022. augusztus 22-én szerezte meg, a második gólt lőtte a Liverpool elleni győztes mérkőzésen. Szeptember 4-én duplázott a listavezető és addig veretlen Arsenal ellen, ami az első gólja volt az Ágyúsok ellen 2016-os Premier League-debütálása óta, amikor szintén kettőt szerzett. 2022 szeptemberében a hónap játékosának választották a Premier League-ben, miután csapata összes góljában szerepet játszott a királynő halála miatt lerövidített hónapban, két gólt lőve és két gólpasszt adva. Októberben három gólt szerzett az Európa-ligában, kettőt az Omónia Lefkoszíasz, egyet pedig a Sheriff Tiraspol ellen, amivel hozzásegítette csapatát, hogy továbbjussanak az egyenes kieséses szakaszba.
2022. október 30-án, 24 évesen, a West Ham United ellen, a 22. játékos lett (és az első Wayne Rooney óta) a Manchester United történetében, aki 100 gólt tudott lőni a csapat színeiben. A nyolcadik 100 gólos saját nevelésű játékos. Ez volt az első találata a bajnokságban szeptember 4-i duplája óta. A világbajnokságon az angol válogatott gólkirálya volt, majd a formáját a Unitedhoz visszatérve is folytatta. A Burnley elleni ligakupa mérkőzésen gólt szerzett, ami után szintén egy-egy találata volt a Nottingham Forest és a Wolverhampton Wanderers elleni bajnokikon, még az új év előtt. A Wolves ellen szerzett gólja már az ötödik győztes találat volt, amit csereként szerzett, a legtöbb a Premier League történetében, miután átaludta csapata megbeszélését a mérkőzés előtt. 2023 első bajnokiján is gólt tudott szerezni, a Bournemouth ellen. Ez volt az első alkalom pályafutása során, hogy sorozatban négy mérkőzésen betalált. Az ötödikre se kellett sokat várni, három nappal később az Everton ellen a 90+7. percben lőtt gólt az FA-Kupa harmadik fordulójában, amellett, hogy két gólpasszt is adott a találkozón. Négy nappal később két gólt szerzett a ligakupában, a Charlton Athletic ellen a 90. és 90+4. percben, így háromból három ligakupa-mérkőzésen be tudott találni. Ezen a találkozón ő lett az első játékos az Old Trafford történetében, aki sorozatban nyolc mérkőzésen gólt szerzett a stadionban.
Következő mérkőzésén, a Manchester City elleni városi rangadón ő szerezte a United második gólját, amivel a Vörös Ördögök 1–0-ás hátrányból tudták megnyerni a rangadót. A csapat vitatott első góljában is szerepet játszott, lesen állva állt a labda mögött, mielőtt Bruno Fernandes ellőtte volna előle a labdát. Ezzel ő lett a második játékos a United történetében Dennis Viollet után, aki sorozatban 9 hazai mérkőzésen betalált. A rekordot majdnem megdöntötte január 28-án, de a gólját utólag elvették. Az Arsenal elleni derbin is gólt szerzett egy héttel később, de csapata 3–2-re kikapott. Mindössze három nappal a Londonban rendezett derbi után ismét gólt lőtt, ezúttal a ligakupa elődöntőjében, a Nottingham Forest ellen, a visszavágó során két gólpasszt adott Anthony Martialnak és Frednek, amivel a United 2–0-ra diadalmaskodott. 2023 januárjában jelölték a hónap játékosa és a hónap gólja díjakra is a Premier League-ben. A korábbi díjat meg is nyerte, a szezonban másodjára és pályafutása során harmadjára.
Február első bajnokiján is betalált, a Crystal Palace ellen megszerezve a United második gólját a 2–1-es győzelem során. Négy és nyolc nappal később is gólt lőtt a Leeds ellen, először szépített a 2–2-es végeredményű találkozón, majd a győztes gólt szerezte meg 2023. február 12-én. 2023. február 16-án betalált az FC Barcelona elleni Európa-liga-nyolcaddöntő rájátszás első mérkőzésén, ami a United első szerzett gólja volt a stadionban az 1999-es UEFA-bajnokok ligája-döntő óta. Ezek mellett nagy szerepe volt Jules Koundé öngóljában is. Ez Rashford 23. találata volt európai kupasorozatokban, amivel a legtöbb európai góllal rendelkező aktív Manchester United-játékos lett. Három nappal később duplázott a Leicester City ellen, amivel 25 gólja lett a szezonban, így 2022–2023 már februárban pályafutásának legsikeresebb szezonja lett. Ezek mellett az első játékos lett Wayne Rooney óta, aki sorozatban hét bajnoki mérkőzésen be tudott találni hazai pályán. Kiemelkedő februári teljesítményei miatt ismét jelölték a hónap játékosa díjra. Gólt szerzett a Newcastle United elleni ligakupa-döntőben is február 26-án, az ő találatával biztosította be a manchesteri csapat első trófeáját hat év elteltével. 2023. március 9-én betalált a Real Betis ellen az Európa-ligában és még aznap megválasztották a hónap játékosának az angol bajnokságban februárra, ami harmadikja volt a szezonban, beállítva a rekordot a legtöbb díjért egy szezonban. A Betis elleni góljával utolérte Cristiano Ronaldót a csapat örökranglistáján, európai kupasorozatban szerzett gólokért. A visszavágón is gólt szerzett, amivel a legfiatalabb játékos (25 év, 136 nap) lett a csapat történetében, aki 25 gólt szerzett európai kupasorozatokban. Április 5-én, a Brentford elleni bajnokin megszerezte 121. találatát, utolérve Andy Cole-t a United góllövői örökranglistáján, amivel tizenegyedik lett. Következő mérkőzése, három nappal később a 350. pályára lépése volt a United színeiben, amelyik találkozón meg is sérült. Felépülése után első gólját a Tottenham Hotspur elleni 2–2-es döntetlen során szerezte, 2023. április 27-én. Ezzel a találattal már 29 gólja volt a szezonban, ami a legtöbb egy játékos által szerzett gól egy évadban Sir Alex Ferguson 2013-as távozása óta. 2023. május 25-én a Chelsea ellen megszerezte 30. gólját a szezonban, amivel az első játékos lett Robin van Persie óta, aki el tudta érni ezt a számot a csapat színeiben és a United történetében mindössze a tizenkettedik.
A szezon végén megnyerte a PFA által kiosztott, rajongók által megszavazott év játékosa díjat, illetve jelölték a szezon játékosa díjra a Premier League-ben. Az Európa-liga gólkirálya lett hat góllal, annak ellenére, hogy a csapat csak a negyeddöntőig jutott el. Ezek mellett csapattársai megválasztották a United szezonja legjobb játékosának is és a Sir Matt Busby-díjat is elnyerte, az utóbbit az első saját nevelésű játékosként 1998 óta. A formáját ebben a szezonban élete legjobbjának és legkiegyensúlyozottabbjának tekintették. Többen is Európa egyik legjobb támadójának nevezték, többek között Xavi, Erik ten Hag, Jürgen Klopp és szakértők is.

### 2023–2025: formahanyatlás és fellendülés az Aston Villánál
2023. július 18-án 5 éves szerződést írt alá a Manchester Uniteddel, 2028-ig. Nem sokat játszott a csapat felkészülési mérkőzésein, de a Lens ellen betalált, augusztus 5-én. 2023. szeptember 3-án talált be először a bajnokságban, az Arsenal elleni rangadón, amit végül 3–1-re elveszített a United. Csapata első két UEFA-bajnokok ligája mérkőzésein a szezonban egy-egy gólpasszt adott, a Bayern München és a Galatasaray ellen, illetve egy gólhoz hozzájárult szeptemberben a bajnokságban is, a Nottingham Forest ellen. 2023. november 8-án kiállították az FC København elleni visszavágón, egy kérdéses bírói döntés után. Négy nappal később a legfiatalabb United-játékos lett, aki 250 alkalommal pályára lépett a csapat színeiben a Premier League-ben. Második bajnoki találatát a szezonban november 26-án szerezte meg az Everton ellen, büntetőből. December 30-án betalált a Nottingham Forest elleni 2–1-es vereség során, miután négy nappal korábban gólpasszt adott Alejandro Garnacho góljához.
Első gólja 2024-ben, ami egyben 80. találata volt a Premier League-ben, a Tottenham Hotspur ellen született, január 14-én. Következő bajnokiján is gólt lőtt, csapata első találatát szerezve a Wolverhampton Wanderers elleni 4–3-as győzelem során. A manchesteri derbin március 3-án a tizenhatoson kívülről szerezte a derbi történetében hatodik gólját, a nyolcadik percben előnybe helyezve csapatát. A találattal később megnyerte a hónap gólja díjat a Premier League-ben. Következő bajnokiján büntetőből talált be az Everton elleni 2–0-ás győzelem során. 2024. március 15-én a 112. percben egyenlített ki a Liverpool elleni FA-Kupa-negyeddöntőben, mielőtt kilenc perccel később továbbjutott a United, 4–3-ra megnyerve a találkozót. 2024. május 15-én lépett 400. alkalommal pályára a vörös mezben. A szezon végén pályafutása során másodjára is angol kupagyőztes lett, a Manchester City csapatát legyőzve.
Első találatát a 2024–2025-ös évadban 2024. szeptember 14-én szerezte meg a Southampton ellen, a tizenhatoson kívülről a jobb alsó sarokba lőve a labdát, első próbálkozásával a szezonban. A találattal mindössze az ötödik United-játékos lett, aki a Premier League-érában tíz különböző szezonban betalált a csapat színeiben, Ryan Giggs, Paul Scholes, Roy Keane és Wayne Rooney után. Három nappal később, 200. pályára lépésén az Old Traffordon, ismét gólt szerzett, ezúttal a Barnsley elleni 7–0-ás győzelem során duplázott a ligakupában. Két gólja mellett, amiket mind Alejandro Garnacho asszisztált, ő maga is adott egy gólpasszt az argentínnak. Következő gólját az Európa-ligában szerezte, 2024. október 3-án az FC Porto ellen, illetve egy gólpasszt is adott Rasmus Højlund-nak. A szezon második válogatott szünete után ismét szerepet játszott egy gólban, a Brentford elleni október 19-i bajnokin Garnachónak emelte át a védelem fölött a labdát. Ezzel mindössze a negyedik Manchester United-játékos lett Ryan Giggs, Wayne Rooney és Paul Scholes után, aki a Premier League-ben legalább 80 gólt és 40 gólpasszt szerzett a csapat színeiben. 2024. november 24-én betalált a bajnokságban az Ipswich Town ellen, majd egy héttel később duplázott az Everton ellen. Decemberben formája egyre rosszabb lett és egyre több hír jelent meg esetleges távozásáról, így a hónapban Amorim négy mérkőzésen keresztül kihagyta a keretből. December 30-án tért vissza a Newcastle United ellen, amelyet követően viszont januáron keresztül egyszer se kapott lehetőséget. Az időszakban egy interjúban kijelentette, hogy lehet készen áll egy új kihívásra, amely United-pályafutása során először elég erősen arra utalt, hogy elhagyhatja a csapatot.
2025. február 2-án a United bejelentette, hogy Rashford a szezon hátralévő részét az Aston Villa csapatánál fogja tölteni. A kölcsönszerződés egy 40 millió fontos vásárlási opciót is biztosít az Aston Villa számára. 2025. február 9-én mutatkozott be az FA-Kupa negyedik fordulójában, a Tottenham Hotspur ellen. Csereként állt be, méltatták teljesítményét. Első Premier League-mérkőzésén a csapattal egy szabadrúgását követően szerezte meg a Villa az első gólját a Liverpool elleni 2–2-es végeredményű bajnokin. A Chelsea elleni bajnokin február 22-én két gólpasszt adott Marco Asensiónak, amellyel csapata 2–1-re legyőzte a londoniakat. 2025. március 30-án szerezte meg első góljait a csapat színében, duplázott az FA-Kupa negyeddöntőjében a Preston North End ellen. Következő mérkőzésen is betalált, ezúttal a Brighton & Hove Albion elleni 3–0-ás bajnoki győzelem során lőtte az első gólt. Április 16-án, a Paris Saint-Germain elleni 3–2-es győzelemmel végződő UEFA-bajnokok ligája-negyeddöntőben gólpasszt adott, a mérkőzésen mutatott teljesítményét pályafutása legjobbjaihoz hasonlították. Azt követően, hogy kihagyta csapata FA-Kupa-elődöntőjét a Manchester City ellen, másnap bejelentésre került, hogy Rashford megsérült, és ki fogja hagyni a szezon fennmaradó négy bajnokiját. Az idény végén visszatért Manchesterbe, hogy minden lehetőségét figyelembe vegye, mielőtt dönt jövőjéről.

### 2025–napjainkig: a barcelonai kölcsön
2025. július 23-án az FC Barcelona bejelentette, hogy az idényre kölcsönben leszerződtette Rashfordot, vásárlási opcióval. Gary Lineker óta a csapat első angol játékosa lett. A Barcelona második felkészülési mérkőzésén, július 31-én, gólpasszt adott a csapat FC Szöul elleni 7–3-as győzelme során. A következő mérkőzésen talált be először, a Tegu ellen, a 65. percben beállítva a végeredményt. Augusztus 10-én a Joan Gamper-kupában hozzásegítette csapatát a Como elleni 5–0-ás győzelemhez, gólpasszt adva Raphinhának.

## A válogatottban

### Az utánpótlás válogatottakban
2012-ben Rashfordot behívták az U16-os válogatott edzőtáborába, majd beválasztották a Victory Shield tornán Észak-Írország ellen játszó csapatba, szeptemberben, illetve Wales ellen októberben. Kenny Swain, az U16-os válogatott szövetségi kapitánya azt mondta, hogy a játékos azért játszott csak két mérkőzésen, mert volt egy megegyezés a Manchester United edzőivel, hogy testfelépítése még nem megfelelő a szintre, amit elvárnának tőle és túl sok lett volna neki a rivaldafény, ami a válogatottsággal járna.
Három héttel az után, hogy bemutatkozott a United felnőtt csapatában, 2016-ban, Rashfordot behívták az U20-as angol válogatottba, ahol első mérkőzésén egy gólpasszt adott Kasey Palmernek, Kanada ellen. Annak ellenére, hogy már játszott felnőtt szinten, 2016 szeptemberében lépett először pályára az U21-es angol csapatban, Norvégia ellen, mesterhármast szerezve az egyetlen U21-es pályára lépésén, a 6–1-es végeredményű mérkőzésen. Gareth Southgate, az U21-es angol válogatott szövetségi kapitánya méltatta, hogy Rashford hajlandó volt a felnőtt válogatottból visszatérni az U21-es szintre.
Annak ellenére, hogy pályára lépett a 2016-os Európa-bajnokságon, az volt az elvárás, hogy elérhető lesz a 2017-es U21-es Európa-bajnokságra, azzal a céllal, hogy több tapasztalatot szerezzen tornákon. José Mourinho, a Manchester United menedzsere azt nyilatkozta, hogy semmi értelme nem lenne, hiszen már felnőtt szinten játszik. 2017 áprilisában úgy tűnt, hogy Mourinho elismerte, hogy Rashford szerepelni fog a tornán, azt mondva, hogy nem volt joga megállítani a játékost, de a véleménye még mindig az volt, hogy nem lenne értelme a visszalépésnek, hiszen a szezonban nagyon sok tapasztalatot gyűjtött klubjában. Májusban Rashford úgy döntött, hogy nem utazik el Lengyelországba a tornára, hanem a felnőtt csapathoz csatlakozik a nyáron. Southgate, aki ekkor már a felnőtt válogatott szövetségi kapitánya volt, méltatta a United edzőinek döntéseit, amikkel segítették a játékosnak elérni azt a szintet, amin van, azzal, hogy nem engedték, hogy pályára lépjen utánpótlás szinten a válogatottban, azt mondva, hogy mindkét fél jól kezelte a játékos fejlődését.

### 2016–2018: Az első nagy tornák

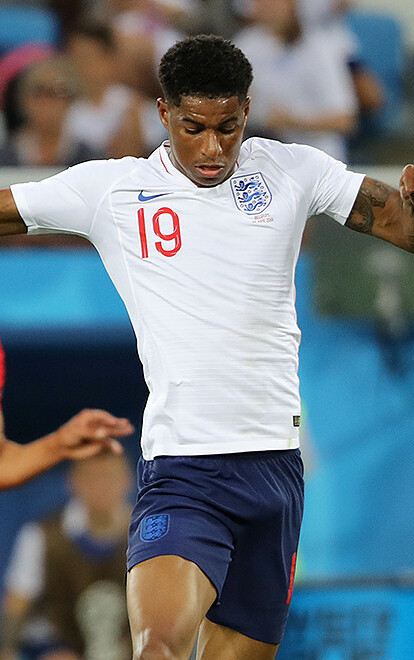
Rashford a 2018-as világbajnokságon, Belgium ellen

Rashford klubbeli teljesítményével felhívta magára a figyelmet, olyannyira, hogy Roy Hodgson nevezte az angolok Európa-bajnokságon részt vevő keretébe. Annak ellenére, hogy Hodgson azt mondta, hogy nem valószínű, hogy a játékos el fog utazni Franciaországba, május 16-án nevezte a 26 fős keretbe, majd a végső csapatba is, mindössze négy hónappal bemutatkozását követően. Nicky Butt, a Manchester United utánpótlás csapatainak edzője ellenezte az ötletet, azt mondva, hogy rossz hatással lehet fejlődésére. Eleinte Hodgson is ezen a véleményen volt.
A válogatottban 2016. május 27-én, Ausztrália ellen debütált, méghozzá góllal, amit a 3. percben szerzett. Ezzel ő lett a legfiatalabb góllal bemutatkozó játékos (Tommy Lawton 1938 óta tartotta ezt a rekordot), és minden idők harmadik legfiatalabb gólszerzője a válogatottban. Június 16-án, a walesiek ellen a 73. percben állt be Adam Lallana helyére, ezzel 18 évesen és 229 naposan ő lett az Európa-bajnokságok történetének legfiatalabb angol játékosa (Wayne Rooney rekordját döntötte meg négy nappal). Tizenegy nappal később az angolok Izland ellen estek ki a bajnokságból. Ebben a nyolcaddöntőben négy percet játszott és három védőt cselezett ki, ez a statisztikája minden csapattársánál jobb volt a mérkőzés során.
Anglia új szövetségi kapitánya, Sam Allardyce kijelentette, hogy kevés játékideje miatt Rashford nem fog szerepelni a válogatott első selejtezőjén Szlovákia ellen. Allardyce helyére még a mérkőzés előtt Southgate érkezett és Rashford rögtön helyet kapott a válogatott keretben. 2017 szeptemberében lőtte első válogatott gólját kompetitív mérkőzésen, Szlovákia ellen. Gareth Southgate nevezte a 2018-as világbajnokságon szereplő angol válogatott keretbe. Anglia utolsó felkészülési mérkőzésén az oroszországi tornára gólt szerzett Costa Rica ellen és Chris Waddle, illetve Glenn Hoddle is úgy nyilatkozott, hogy a fiatal játékosnak kellene kezdenie a Tunézia elleni első csoportmérkőzésen. A padon kezdett, de miután becserélték Raheem Sterling helyére, kiemelkedően teljesített. Eredetileg kezdő lett volna Panama ellen, de Southgate az utolsó pillanatban megváltoztatta véleményét és a padra rakta a játékost. Azt követően, hogy Anglia már bebiztosította a továbbjutást, Rashford kezdő volt Belgium ellen, Jamie Vardy mellett. Rashford a nyolcaddöntőben csereként lépett pályára és tizenegyesét is értékesítette a büntetőpárbajban Kolumbia ellen. Az angolok a negyeddöntőben megverték a svédeket, mielőtt a negyedik helyen végeztek volna, ami 1990 óta a válogatott legjobb helyezése volt.

### 2018–2022: európai ezüstérem, második világbajnoksága
Rashford Anglia 2018-as Nemzetek Ligája mérkőzésein öt szereplése során három gólt szerzett. Első gólja a spanyol válogatott elleni vereség során volt, a nyitómérkőzésen. Három nappal később betalált Svájc ellen is, egy barátságos mérkőzésen. A következő hónapban gólt szerzett és gólpasszt adott a Spanyolország elleni 3–2 arányú győzelem során. November 18-án játszott a Horvátország elleni 2–1-es végeredményű mérkőzésen, amivel csapata bejutott a torna elődöntőjébe. Ezen a mérkőzésen beállította a rekordot a legtöbb pályára lépésért a válogatottban egy évben, amit addig Jack Charlton (1966-ban) egyedül tartott. Az elődöntőben Rashford lőtte az első gólt Hollandia ellen, de Anglia 3–1-re kikapott hosszabbítás után.

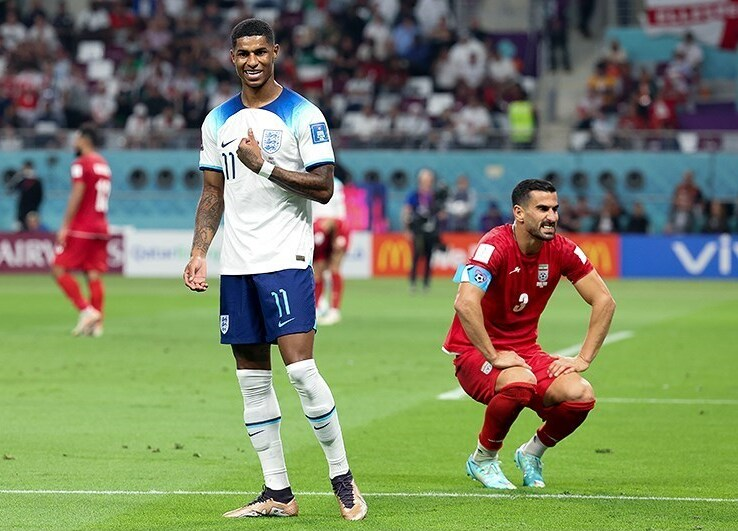
Rashford a 2022-es világbajnokság nyitómérkőzése közben, miután megszerezte első gólját a tornán

A 2019-es évben Rashford az első gólját egy Bulgária elleni 6–0-ás győzelem során szerezte. Betalált Anglia mindkét mérkőzésén novemberben is, egyszer-egyszer a Montenegró (7–0) és a Koszovó (4–0) elleni mérkőzéseken. Ezekkel a győzelmekkel Anglia a kilencedik csapatként jutott ki a 2020-as Európa-bajnokságra. 2021. június 6-án Rashford a válogatott csapatkapitánya lett, pályafutása során először. A Románia elleni mérkőzésen büntetőből szerzett gólt és Michael Owen óta (2003) a legfiatalabb angol kapitány lett, illetve a hetedik Manchester United-játékos, aki csapatkapitány volt és gólt is tudott lőni ugyanazon a mérkőzésen.
Southgate beválasztotta a 26 fős Európa-bajnoki keretbe és megkapta a 11-es mezszámot, annak ellenére, hogy kérdéses volt, hogy kezdőként fog-e szerepelni. Július 11-én, az Olaszország elleni döntőben Rashford a hosszabbítás utolsó perceiben lépett csak pályára. A csapat harmadik tizenegyesét lőtte a büntetőpárbajban, de csak a kapufát tudta eltalálni, amit követően két kihagyott angol tizenegyes után Olaszország megnyerte a tornát. A vereség után Rashford ellen sok rasszista felszólalás volt online és a róla készült falfestményt megrongálták Withingtonban. Az utca lakosai gyorsan összegyűltek és a falat szívekkel és kedves üzenetekkel díszítették ki, mielőtt a mű készítője, Akse visszatért volna, hogy kijavítsa azt.
Miután megműtötték a vállát, Rashford nem szerepelt a Magyarország, az Andorra és a Lengyelország elleni világbajnoki selejtezőkön, de visszatért a csapatba novemberben, Albánia és San Marino ellen. Egy betegség miatt ekkor is vissza kellett lépnie. Miután a 2021–2022-es szezonban teljesítményei nagyon visszaestek, nem hívták be a márciusi keretbe 2022-ben Svájc és Elefántcsontpart ellen, majd ismét kimaradt a júniusi Nemzetek Ligája-keretekből Magyarország, Németország és Olaszország ellen. Southgate azt nyilatkozta, hogy Rashford és csapattársa, Jadon Sancho előtt sok munka áll, ha ott akarnak lenni a világbajnokságon. Annak ellenére, hogy a hónap játékosának választották az angol bajnokságban, Rashford szeptemberben se kapott lehetőséget a válogatottban való szereplésre Olaszország és Németország ellen. Anglia kiesett az A ligából.
2022. november 10-én Gareth Southgate behívta az angol válogatott Katarba utazó keretébe. Be is talált az angolok első mérkőzésén a tornán, Irán ellen, gyakorlatilag első labdaérintésével, miután csereként állt be a 71. percben. Az első gólja volt második világbajnokságán és egyszerre a harmadik legrövidebb idő alatt szerzett gól egy cserejátékostól. Mindössze 49 másodperc kellett neki, hogy betaláljon. Az utolsó csoportmérkőzésen duplázott, Wales ellen. Az első alkalom volt, hogy két gólt szerzett egy mérkőzésen a válogatottban. Második találata a mérkőzésen Anglia századik világbajnoki gólja volt és mindössze a második United-játékos lett Bobby Charlton után, aki legalább három gólt szerzett egy fontos válogatott tornán. Ő szerezte a negyeddöntőben Franciaország ellen kieső válogatott legtöbb gólját a tornán. A világbajnokság után a szövetségi kapitány és Gary Neville is méltatta, amiért sokat fejlődött az előző 18 hónapban.

### 2023–napjainkig
2023 márciusában kiemelkedő játékának köszönhetően beválasztották az angol válogatott első Európa-bajnoki selejtezőire, de sérülés miatt nem tudott elutazni a csapattal. 2023. június 19-én, második pályára lépésén a nemzeti csapatban a világbajnokság óta, betalált Észak-Macedónia ellen, a válogatott negyedik Európa-bajnoki selejtezőjén. Pályára lépett válogatottja mindkét mérkőzésén októberben, Olaszország ellen be is talált, bebiztosítva a csapat kijutását az Európa-bajnokságra. A 2024-es Európa-bajnokságra nem választották be a válogatottba, miután sikertelen szezonja volt. Ez volt az első nagy torna, amiről debütálása óta lemaradt.
2025 márciusában egy év után került vissza a csapatba, miután Thomas Tuchel behívta első keretébe.

## Játékstílus
Rashford középcsatárként és szélsőként is tud játszani, főként a bal oldalon. A játékos kedvenc pozíciója a balszél, ahonnan be tud mozogni középre a labdával és kapura lőni az erősebb, jobb lábával, amire a másik szélről nincs lehetősége. Jellemző rá, hogy visszalép majdnem a védelemmel egy szintre és innen építi fel a támadásokat. Ezt akkor tanulta meg, mikor Osgood–Schlatter-betegségben szenvedett és emiatt inkább középpályásként játszott. Fiatalkorában Rashford akkori edzője, Paul McGuinness azt mondta róla, hogy a játékos úgy próbált meg játszani, mint Andrea Pirlo olasz középpályás, de McGuinness, Warren Joyce és Colin Little edzők inkább csatárként látták jövőjét és segítettek neki kialakítani a megfelelő testmozgását és fejleszteni a védelem mögé indított sprintjeit. Azt javasolták neki, hogy inkább a gólszerzésre koncentráljon, mint a játékának kreatív oldalára és próbálja meg kihasználni sebességét arra, hogy megelőzze a védelmet és előnyös helyzetekbe kerüljön. Edzői Danny Welbeckhez hasonlították sokoldalúsága miatt, de inkább úgy döntöttek, hogy megtanítják neki a gólszerzés „művészetét.” Sokáig nem engedték neki, hogy a legjobb utánpótlás csapatokban játsszon, azzal a céllal, hogy a gyengébb ellenfelek elleni sikerek magabiztosságot adjanak neki, mikor helyzetbe kerül egy mérkőzésen. Rashford azt nyilatkozta, hogy sokoldalúsága megadja neki a lehetőséget, hogy a „tökéletes középcsatár” legyen.

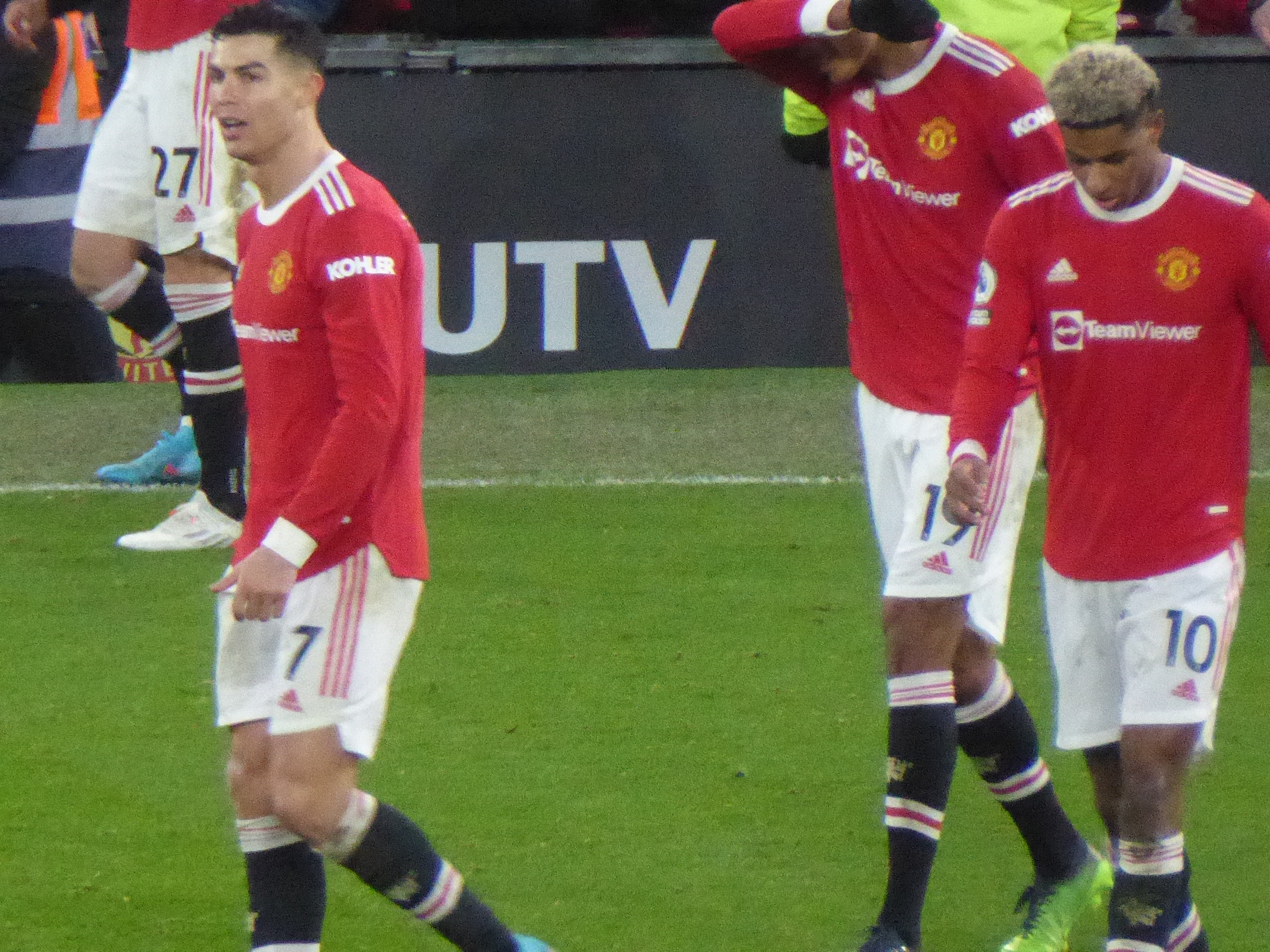
Rashford (jobbra) játékának bizonyos részeit, mint szabadrúgás-technikája, Cristiano Ronaldo (balra) stílusáról mintázta

Rashford egy nagyon gyors játékos, kinek stílusa közvetlen. Gyakran mozog a pálya közepére a szélről, hogy lehetőségeket alakítson ki csapattársainak vagy kapura lőjön. Folytonosan előnyös helyzetekbe próbál kerülni a védőkkel szembe, főként labda nélküli mozgásával, aminek köszönhetően gyakran két védővel kell szembenéznie. José Mourinho, aki 2016 és 2018 között volt a játékos menedzsere, azt nyilatkozta róla, hogy Rashford nem a támadások célpontja, hanem inkább a „mozgás embere. Nem gondolom, hogy egy igazi kilences,” amivel az angol válogatott szövetségi kapitánya, Gareth Southgate is egyetértett, aki azt mondta, hogy Rashford erőssége nem az, hogy lelassítja a támadásokat és hátával a kapu felé játsszon, hanem inkább egy „szélső támadó,” aki a szélekről mozog be a kapu felé. Ole Gunnar Solskjær, aki 2018 és 2021 között edzette a játékost a Manchester Unitednél, nagy szerepet játszott a játékos fejlődésében, azzal, hogy nagyobb szabadságot adott neki a szélen, mint előző menedzserei. Legjobb képességei között van ezek mellett még a labdavezetés és „könyörtelen” gólszerzői képességei, amit hasonlítottak Ruud van Nistelrooy-hoz, akiről McGuinness akarta, hogy Rashford mintázza játékát. Rashford érti azt, hogy milyen fontos egy csatárnak, hogy mindenhonnan tudjon gólokat lőni, legalább 20–25 találatot szezononként. Úgy jellemezték, mint egy játékos, aki mindig tudja mi történik a pályán és nyugodt, mikor játszik. Gyakran lő büntetőket vagy szabadrúgásokat, mikor a United csapatában játszik, szabadrúgás-technikája általában a lecsapódó lövések használata, amivel nehezebbé teszi a kapusok számára, hogy kiszámítsák hova fog érkezni a labda. Ezt a technikát Cristiano Ronaldo tette népszerűvé, mikor először a csapatban játszott.
Sikereit főleg annak köszönhetően érte el, hogy a pályán és azon kívül is nagyon motivált játékos és a csapat akadémiáján mindig példaképként emelik ki. Rashford azt mondta, hogy sokat segített neki az, hogy megfigyelte és beszélt Robin van Persie-vel, aki 2012 és 2015 között erősítette a United csapatát. Ezek mellett az is motiválta, hogy a Carrington edzőközpontban olyan játékosok képei vannak a falon, mint David Beckham és Paul Scholes, minek köszönhetően csak egyre jobban el akarta érni ugyanazt a szintet, mint ők. McGuinness szerint a játékos hozzáállása mindig tökéletes volt és éretten állt hozzá a játékhoz. Mindig vezéregyéniségként írták le, Owen Hargreaves azt nyilatkozta róla, hogy rendelkezik minden szükséges tulajdonsággal, hogy egyszer csapatkapitány legyen. Mindig kiemelkedik a legfontosabb mérkőzéseken, különböző debütálásain is általában nagyon jól játszott. Méltatták azért is, hogy sérülések ellenére is hajlandó pályára lépni, Solskjær azt mondta róla, hogy egy „betonfalon is átrohanna érted,” míg a csapat kapitánya, Harry Maguire harcosnak nevezte. Dave Horrocks és Louis van Gaal is méltatták, hogy mennyire jól kezeli a kritikát.

### Hasonló játékosok
Játékstílusát és testfelépítését tekintve nagyon hasonlít Thierry Henry-ra. Louis van Gaal azt nyilatkozta, hogy emlékezteti Patrick Kluivertre, akit az edző az 1990-es években edzett az Ajax csapatánál. Fiatalkorában játékát főleg a brazil Ronaldo után akarta mintázni, miután látta élőben az Old Traffordon, ahogy a játékost mesterhármast lőtt a Bajnokok ligájában. Azt nyilatkozta róla, hogy „Gyerekkoromban annyit néztem őt és a játékát. Mindig felszabadultan játszott, kiment a pályára és kifejezte magát. Mikor azt eléred, akkor játszol a legjobban.”
Rashford azt mondta, hogy Cristiano Ronaldo és Wayne Rooney voltak a példaképei fiatalkorában, mivel őket látta, ahogy fiatalon megérkeztek a klubhoz és sikeresek lettek. Ronaldóról azt mondta, hogy „Nincs nála nagyobb inspiráció a labdarúgásban.” Southgate, Solskjær és McGuinness is összehasonlította a két játékost, főleg kiemelve fejlődésüket fiatal korukban. Rashford Rooney hozzáállását emelte ki, mint a legfontosabb dolog, ami segítette, hangsúlyozva, hogy mindig készen állt, hogy a legjobb teljesítményeit mutassa be. Little azt mondta róla, hogy megdöntheti Rooney 253 gólos United-rekordját. Nevezték a a „játék tanítványának,” folyamatosan próbál egyre jobb lenni és nézni más labdarúgók játékát, mint Lionel Messi és Sergio Agüero, hogy fejlessze saját magát.

## Jótékonyság és aktivizmus

### Gyermekéhezés elleni kampánya
2019 októberében Rashford szervezett egy kampányt, Box (angolul „Doboz”) néven a Selfridges üzletlánccal, amiben hajléktalanoknak juttattak fontos termékeket a karácsonyi időszak alatt, ami már azóta egyik célja volt, hogy az utánpótlás csapat játékosa volt. Ő és anyja személyesen utaztak el a hajléktalan szállókba, hogy átadják a dobozokat az ott élőknek. Ezek mellett a dobozokból nagyszülei származási helyére, Saint Kitts és Nevis-re is küldött rászoruló gyermekeknek. Hírek szerint nagyon zavarta, hogy a projekt nem tudott sokkal nagyobb népszerűséget szerezni Angliában.
2020 márciusában a Covid19-pandémia miatt bevezetett korlátozások idején Rashford együttműködött a FareShare jótékonysági szervezettel, hogy rászoruló gyermekeknek ételt juttasson, akik az iskolák megszakítása miatt nehezen jutottak ennivalóhoz. Eredetileg Rashford azzal a kezdeményezéssel lépett kapcsolatba a szervezettel, hogy egy nagy összegű adományt adjon nekik, de miután leült Lindsay Boswell vezérigazgatóval, úgy döntött, hogy a szervezet mögé áll. A kezdeményezés eredetileg nagyjából 400 ezer gyermeknek juttatott volna élelmet, 20 millió font értékben. Június 11-én Rashford bejelentette, hogy a kezdeményezésük 3 millió gyermeken segített a korlátozások ideje alatt és, hogy a következő hónapban ez a szám 4 millióra emelkedett.
Június 15-én Rashford nyílt levélben írt az angol kormánynak, hogy tegyenek a gyermekek szegénysége ellen az országban. Egy nappal később a kormány bejelentette, hogy a nyári időszakban is hozzájuthatnak majd a gyerekek az őket illető ingyenes iskolai étkezésekhez, amiket a lezárások nélkül megkaptak volna. Rashford levele nagy szerepet játszott az ország vezetőinek döntésében, a játékos azt mondta, hogy büszke arra, amit az 1,3 millió gyerekért tudott tenni. A The Guardian a játékos munkáját „mesteri politikai lépésnek” nevezte, és méltatták, hogy felszólalt Matt Hancock egészségügyi miniszter ellen és arra kényszerítette, hogy a kormány is tegyen valamit, ne csak a focistákat kérje, hogy segítsenek. Szeptember 1-én Rashford bejelentette, hogy több brit bolttal együtt létrehozott egy munkacsoportot, hogy küzdjenek a gyermekéhezés ellen. Ennek többek között tagjai voltak a Lidl, a Tesco, az Aldi és Sainsbury’s üzletlánc is. Ugyanebben a hónapban azt nyilatkozta, hogy „csalódott” volt, hogy a konzervatív parlamenti képviselők nem tudtak empatikusak lenni a rászoruló gyermekek felé.
Miután októberben a Brit Birodalom Rendjének tagja lett, azt nyilatkozta, hogy folytatni fogja a kampányt és egy héttel később petíciót indított a brit parlament weboldalán a gyermekéhezés megszüntetésének céljával, olyan követelésekkel, hogy szélesebb körben elérhető lehessen az ingyenes ételprogram az iskolákban és adjanak lehetőséget ezen program elérésére a szünetek idején is. A petíció tíz órán belül átlépte a 100 ezer aláírást, ami a minimum volt arra, hogy a parlament figyelembe vegye egy vitára. Első napján 200 ezer aláírást gyűjtöttek össze, a hét végére már 300 ezret. A Munkáspárt javasolta a parlamenti vita megkezdését, de azt a konzervatív többség elutasította. Rashford kritizálta azokat, akik ellene szavaztak.
Később a héten Rashford Twitteren kezdett el népszerűsíteni olyan kávézókat, személyeket, jótékony szervezeteket és helyi vállalkozásokat, akik segíteni akartak a FareShare-nek. Andy Burnham, Manchester polgármestere kifejezte támogatását a kezdeményezés mellett és felajánlotta segítségét a következő időszakban, amit más északnyugati megyék is követtek. Rashford azt mondta, hogy „lenyűgözte” a segítőkészség, amit országszerte látott, több, mint száz vállalkozás csatlakozott a kampányhoz. Ugyanezen a napon a FareShare bejelentette, hogy új raktárépületük neve Melanie Maynard House lesz, Rashford anyjának tiszteletére és, hogy a parlamenti vita utáni napon rekordmennyiségű adományt kaptak. Az elkövetkező napokban több, mint 1200-an jelentkeztek segíteni a jótékony szervezetnek és Rashford petíciója a hatodik lett az ország történetében, ami átlépte az 1 millió aláírást. November 8-án bejelentették, hogy Rashford kampánya miatt a kormány a következő 12 hónapban 400 millió fonttal fogja támogatni a rászoruló családokat. A hónap végén a Manchester United korábbi menedzsere, Alex Ferguson és Michael Moritz bejelentették, hogy meg fognak duplázni minden adományt, amit a Rashford és a The Times által alapított jótékony szervezet kap és Ferguson azt nyilatkozta, hogy „nagyon büszke” a játékosra. A kampány január elejére 2,7 millió fontot gyűjtött össze.
2021 januárjában Rashford ismét Twitteren keresztül fejezte ki nemtetszését az „elfogadhatatlan” csomagokról, amit családok kaptak a kormány támogatásain keresztül, így a Boris Johnson ismét nyomás alá került, hogy újraszervezzék a programot. Január 13-án Johnson kiemelte Rashfordot, amiért egy sokkal hatékonyabb ellenzék kormányának, mint a Munkáspárt vezetője, Keir Starmer.
2021 áprilisában Rashford és Tom Kerridge bejelentették, hogy elindítanak egy online sorozatot, amiben olcsó és könnyű recepteket fognak megtanítani Instagramon, majd szupermarketekben fogják őket kiosztani. Az volt a cél, hogy mindenki tudjon olcsón ételt készíteni otthon és senki se maradjon éhen.

#### Társadalombiztosítási kampány
2020 októberében Rashford megkérdőjelezte Rishi Sunak államkincstári minisztert arról, hogy miért nem emelték meg a társadalombiztosítás összegét véglegesen 20 fonttal, kiemelve, hogy sok család nem fog tudni nélküle élni. December végén a The Guardian megírta, hogy Rashford leült Thérèse Coffey-val a munka-, és nyugdíjügyi miniszterrel, hogy tárgyaljanak a támogatás végleges megemeléséről. Rashford korábban kritizálta Coffey-t.

#### Elismerések
Azt követően, hogy munkájának köszönhetően nőtt népszerűsége, Rashford áprilisban aláírt Jay-Z amerikai rapper Roc Nation szórakoztatóipari cégével, akik kiemelték a labdarúgó közössége iránt tett munkájának fontosságát. Az angol kormánnyal való éhezéssel kapcsolatos küzdelméért a Manchesteri Egyetem tiszteletbeli doktori címben részesítette, minden idők legfiatalabbjaként. 2021 októberében a ceremónián, ahol megkapta a kitüntetést, Nancy Rothwell egy rendkívüli fiatalembernek nevezte, aki „folyamatosan megmutatja milyen fontos neki a közösség és nagylelkűsége életkorához képest elképesztő.” A beszédjében Rashford az eseményt keserűnek nevezte, hiszen az egy héttel azt követően történt, hogy a kormány visszavonta a 20 fontos társadalombiztosítási támogatást a rászoruló családoktól. Szeptemberben a brit Vogue főcímlapján szerepelt, Adwoa Aboah aktivista mellett, amiről azt mondta, hogy számára nem volt nagyon fontos, inkább hálás volt azért, hogy megvan a platformja, hogy ezeket a fontos kérdéseket egyáltalán feltegye. Munkájának köszönhetően 2020. október 9-én megkapta az MBE elismerést, azaz a Brit Birodalom Rendjének tagja lett, majd a manchesteri városi díjat is megkapta a városért tett munkájáért.
A 2020-as Britannia Büszkesége díjátadón elismerték gyermekéhezés elleni küzdelméért. Akse művész is megemlékezett a játékosról egy falfestménnyel, amit Withingtonban készített el, ahol a labdarúgó élt, mikor a Fletcher Moss Rangers színeiben játszott. A The Voice, az egyetlen brit afrikai-karibi újság a Labdarúgás Fekete listájára helyezte, ami befolyásos fekete labdarúgók tiszteletére készült el. A 2020-as GQ Az év férfija-díjátadón megkapta a Campaigner of the Year díjat. Ugyan nem volt jelölt a BBC Az év sportoló személyisége-díjátadón, kapott egy különleges díjat és egy dokumentumfilmet is leadtak róla a következő este. Az éves FIFA The Best-díjátadón, amit 2020 decemberében tartottak, Rashford volt a FIFA Alapítvány-díj első győztese. 2020 novemberében helyet kapott a 2020-as Powerlist listán, ami az ország száz legbefolyásosabb fekete emberét sorolja fel.
2021 januárjában a The Guardian az év labdarúgójának választotta, amelyik díjat olyan játékosoknak adnak át, akik „valami kiemelkedőt tettek, segítettek valakinek vagy példát mutattak becsületességükkel.” Az FWA is díjazta munkájáért. Februárban a Time magazin helyet adott neki a 100 Next, majd áprilisban a 30 Under 30 listáján. A következő hónapban a legfiatalabb személy lett, akit első helyre helyeztek a Sunday Times Giving listáján, amit az újság évente ad ki és olyan emberek szerepelnek rajta, akik „nagylelkűek voltak” és ezzel segíteni tudtak másokat.
2021 áprilisában a Nemzeti Oktatási Szövetség díjat adott neki gyermekéhezés elleni munkájáért.

### Műveltségi kampány
A 2020-as könyvek világnapján Rashford volt egyike azon hírességeknek, aki segített a kampány népszerűsítésében. Ezek mellett bírája volt egy halláskárosult gyermekek számára rendezett költészeti versenynek, amire felkészülésként jelnyelvet is tanult.
Novemberben együtt dolgozott a Macmillan Publishers kiadóval, hogy elindítson egy könyvklubot, ami hátrányos helyzetű gyerekeknek segített elkezdeni olvasni és a labdarúgó azt nyilatkozta, hogy az olvasásnak nem kellene valami olyan tevékenységnek lennie, amire egy családnak pénzt kell félretennie. A közreműködés során Rashford kiadott egy könyvet You Are A Champion címen, ami a 2022-es British Book Awards díjátadón az év könyve lett. A könyvklubot 2021 áprilisában indították el hivatalosan, a célja 50 ezer könyv adományozása és a klub évente két új művet fog kiadni.

## Magánélete
2022 májusában Rashford és párja, Lucia Loi nyolc év együttlét után bejelentették eljegyzésüket. Még iskolában találkoztak és egy rövid 2021-es szünet kivételével azóta együtt voltak.
Rashford keresztény, azt mondta, hogy a „hitünk istenben megmutatkozik abban, hogy milyen emberek vagyunk.” Gyakran beszél saját értékeiről és arról, hogy anyjának mekkora hatása volt rá. Szabadidejében gyakran játszik PlayStation-játékokat. Kedvenc zenei műfajai a rap és a grime, kedvenc előadójaként Dave-et emelte ki, kedvenc dala pedig a brit rapper Environment című száma, Psychodrama (2019) lemezéről. Dave és Rashford együtt szerepeltek egy 2022 Beats-hirdetésben. Tulajdonosa egy cane corso kutyának.

## Statisztika

### Klubcsapatokban
2025. április 22-i állapot szerint.
| Klub                     | Szezon         | Bajnokság      | Bajnokság | Bajnokság | FA Kupa  | FA Kupa | Ligakupa | Ligakupa | UEFA     | UEFA  | Egyéb    | Egyéb | Összesen | Összesen |
| Klub                     | Szezon         | Bajnokság      | Mérkőzés  | Gólok     | Mérkőzés | Gólok   | Mérkőzés | Gólok    | Mérkőzés | Gólok | Mérkőzés | Gólok | Mérkőzés | Gólok    |
| ------------------------ | -------------- | -------------- | --------- | --------- | -------- | ------- | -------- | -------- | -------- | ----- | -------- | ----- | -------- | -------- |
| Manchester United        | 2015–16        | Premier League | 11        | 5         | 4        | 1       | 0        | 0        | 3        | 2     | —        | —     | 18       | 8        |
| Manchester United        | 2016–17        | Premier League | 32        | 5         | 3        | 3       | 6        | 1        | 11       | 2     | 1        | 0     | 53       | 11       |
| Manchester United        | 2017–18        | Premier League | 35        | 7         | 5        | 1       | 3        | 2        | 8        | 3     | 1        | 0     | 52       | 13       |
| Manchester United        | 2018–19        | Premier League | 33        | 10        | 4        | 1       | 0        | 0        | 10       | 2     | —        | —     | 47       | 13       |
| Manchester United        | 2019–20        | Premier League | 31        | 17        | 4        | 0       | 3        | 4        | 6        | 1     | —        | —     | 44       | 22       |
| Manchester United        | 2020–21        | Premier League | 37        | 11        | 3        | 1       | 4        | 1        | 13       | 8     | —        | —     | 57       | 21       |
| Manchester United        | 2021–22        | Premier League | 25        | 4         | 2        | 0       | 0        | 0        | 5        | 1     | —        | —     | 32       | 5        |
| Manchester United        | 2022–23        | Premier League | 35        | 17        | 6        | 1       | 6        | 6        | 9        | 6     | —        | —     | 56       | 30       |
| Manchester United        | 2023–24        | Premier League | 33        | 7         | 5        | 1       | 1        | 0        | 4        | 0     | —        | —     | 43       | 8        |
| Manchester United        | 2024–25        | Premier League | 15        | 4         | 0        | 0       | 2        | 2        | 6        | 1     | 1        | 0     | 24       | 7        |
| Manchester United        | Összes         | Összes         | 287       | 87        | 36       | 9       | 25       | 16       | 75       | 26    | 3        | 0     | 426      | 138      |
| Aston Villa (kölcsönben) | 2024–2025      | Premier League | 10        | 2         | 3        | 2       | —        | —        | 4        | 0     | —        | —     | 17       | 4        |
| Karrier összes           | Karrier összes | Karrier összes | 297       | 89        | 39       | 11      | 25       | 16       | 79       | 26    | 3        | 0     | 443      | 142      |

1. 1 2 3 4 5  Pályáralépések az Európa-ligában
2. 1 2  Pályáralépések az angol szuperkupában
3. 1 2 3 4  Pályáralépések UEFA-bajnokok ligájában
4. ↑  Pályáraképések az UEFA-szuperkupában
5. ↑  Pályáralépések az UEFA-bajnokok ligájában és az Európa-ligában

### A válogatottban
2025. március 24-i állapot szerint.
| Ország | Év     | Mérkőzés | Gólok |
| ------ | ------ | -------- | ----- |
| Anglia | 2016   | 6        | 1     |
| Anglia | 2017   | 9        | 1     |
| Anglia | 2018   | 16       | 4     |
| Anglia | 2019   | 7        | 4     |
| Anglia | 2020   | 2        | 1     |
| Anglia | 2021   | 6        | 1     |
| Anglia | 2022   | 5        | 3     |
| Anglia | 2023   | 8        | 2     |
| Anglia | 2024   | 1        | 0     |
| Anglia | 2025   | 2        | 0     |
| Összes | Összes | 62       | 17    |

#### Gólok a válogatottban
| #  | Dátum                | Helyszín                                          | Vál. | Ellenfél        | Eredmény | Végeredmény | Torna                              | For.    |
| -- | -------------------- | ------------------------------------------------- | ---- | --------------- | -------- | ----------- | ---------------------------------- | ------- |
| 1  | 2016. május 27.      | Stadium of Light, Sunderland, Anglia              | 1    | Ausztrália      | 1–0      | 2–1         | Barátságos                         | [ 428 ] |
| 2  | 2017. szeptember 4.  | Wembley Stadion, London, Anglia                   | 11   | Szlovénia       | 2–1      | 2–1         | 2018-as világbajnokság selejtező   | [ 429 ] |
| 3  | 2018. június 7.      | Elland Road, Leeds, Anglia                        | 19   | Costa Rica      | 1–0      | 2–0         | Barátságos                         | [ 430 ] |
| 4  | 2018. szeptember 8.  | Wembley Stadion, London, Anglia                   | 26   | Spanyolország   | 1–0      | 1–2         | 2018–19-es UEFA Nemzetek Ligája A  | [ 431 ] |
| 5  | 2018. szeptember 11. | King Power Stadion, Leicester, Anglia             | 27   | Svájc           | 1–0      | 1–0         | Barátságos                         | [ 432 ] |
| 6  | 2018. október 15.    | Estadio Benito Villamarín, Sevilla, Spanyolország | 29   | Spanyolország   | 2–0      | 3–2         | 2018–19-es UEFA Nemzetek Ligája A  | [ 433 ] |
| 7  | 2019. június 6.      | Estádio D. Afonso Henriques, Portugália           | 32   | Hollandia       | 1–0      | 1–3         | 2019-es UEFA Nemzetek LIgája-döntő | [ 434 ] |
| 8  | 2019. október 14.    | Vaszil Levszki Nemzeti Stadion, Szófia, Bulgária  | 36   | Bulgária        | 1–0      | 6–0         | 2020-as Európa-bajnokság selejtező | [ 435 ] |
| 9  | 2019. november 14.   | Wembley Stadion, London, Anglia                   | 37   | Montenegró      | 4–0      | 7–0         | 2020-as Európa-bajnokság selejtező | [ 436 ] |
| 10 | 2019. november 17.   | Fadil Vokrri Stadion, Pristina, Koszovó           | 38   | Koszovó         | 3–0      | 4–0         | 2020-as Európa-bajnokság selejtező | [ 437 ] |
| 11 | 2020. október 11.    | Wembley Stadion, London, Anglia                   | 39   | Belgium         | 1–1      | 2–1         | 2020–21-es UEFA Nemzetek Ligája A  | [ 438 ] |
| 12 | 2021. június 6.      | Riverside Stadium, Middlesbrough, Anglia          | 41   | Románia         | 1–0      | 1–0         | Barátságos                         | [ 439 ] |
| 13 | 2022. november 21.   | Halífa Nemzetközi Stadion, al-Rajján, Katar       | 47   | Irán            | 5–1      | 6–2         | 2022-es világbajnokság             | [ 283 ] |
| 14 | 2022. november 29.   | Ahmad bin Ali Stadion, al-Rajján, Katar           | 49   | Wales           | 1–0      | 3–0         | 2022-es világbajnokság             | [ 440 ] |
| 15 | 2022. november 29.   | Ahmad bin Ali Stadion, al-Rajján, Katar           | 49   | Wales           | 3–0      | 3–0         | 2022-es világbajnokság             | [ 440 ] |
| 16 | 2023. június 19.     | Old Trafford, Manchester, Anglia                  | 53   | Észak-Macedónia | 3–0      | 7–0         | 2024-es Európa-bajnokság selejtező | [ 291 ] |
| 17 | 2023. október 17.    | Wembley Stadion, London, Anglia                   | 57   | Olaszország     | 2–1      | 3–1         | 2024-es Európa-bajnokság selejtező | [ 441 ] |

## Sikerei, díjai

### Manchester United
- FA kupa: 2016,[442] 2024
- Community Shield: 2016[443]
- Ligakupa: 2016–2017, 2022–2023[444]
- Európa-liga: 2016–2017[445]
  - Ezüstérmes: 2020–2021[446]

### Válogatott
- UEFA Európa-bajnokság ezüstérmes: 2020[447]
- UEFA Nemzetek Ligája bronzérmes: 2018–2019[448]

### Egyéni elismerések
- Sir Matt Busby-díj: 2022–2023[173]
- Jimmy Murphy-díj: 2015–2016
- Európa-liga – Az év csapata: 2019–2020[449]
- Az Európa-liga gólkirálya: 2022–2023[450]
- Manchester United – A szezon játékosa a csapattársak szavazatai alapján: 2022–2023[172]
- Manchester United – A hónap játékosa: 2019. november, 2019. december, 2020. október, 2022. december, 2023. január, 2023. február
- PFA – Rajongók év játékosa: 2022–2023[169]
- PFA – A közösség bajnoka-díj: 2019–2020[451]
- PFA-érdemdíj: 2020[452]
- PFA – A rajongók hónap játékosa: 2019. december, 2023. február
- Premier League – A hónap játékosa:. 2019. január,[453] 2022. szeptember,[131] 2023. január,[150] 2023. február[159]
- Premier League – A hónap gólja: 2024. március
- Premier League – Az év akadémiai játékosa: 2019–2020[454]
- The Guardian – Az év labdarúgóha: 2020[455]
- FIFA-alapítvány-díj: 2020[456]
- FWA Tribute Award: 2020[457]
- FIFPro Merit-díj: 2020[458]
- Time 100 Next: 2021[459]
- Pat Tillman szolgálati díj: 2021[460]

#### Kitüntetések
- A Brit Birodalom Rendjének tagja (MBE): 2020[461]
- BBC – Az év sportoló személyisége: 2020[462]
- FSA Awards – Lockdown Heroes: 2020[463]
- GQ Men of the Year – Campaigner of the Year: 2020[464]
- A Manchesteri Egyetem díszdoktora (bejelentve: 2020, átadva: 2021)[465]

## Bibliográfia
- Rashford, Marcus, Anka, Carl. You Are a Champion – How to Be the Best You Can Be (angol nyelven). London: Pan Macmillan (2021. május 27.). ISBN 9781529068191
- Rashford, Marcus, Falase-Koya, Alex. The Breakfast Club Adventures – The Beast Beyond the Fence (angol nyelven). London: Pan Macmillan (2022. május 26.). ISBN 978-1529076622
- Rashford, Marcus, Warriner, Katie. The Marcus Rashford You Are a Champion Action Planner – 50 Activities to Achieve Your Dreams (angol nyelven). London: Pan Macmillan (2022. november 10.). ISBN 978-1035014040
- Rashford, Marcus, Falase-Koya, Alex. The Breakfast Club Adventures – The Ghoul in the School (angol nyelven). London: Pan Macmillan (2023. április 27.). ISBN 978-1529076660